# Liste der Biografien/Stuc
Liste der Biografien |
Portal Biografien |
Personensuche
# |
A |
B |
C |
D |
E |
F |
G |
H |
I |
J |
K |
L |
M |
N |
O |
P |
Q |
R |
S |
T |
U |
V |
W |
X |
Y |
Z |
?
 
Sa |
Sb |
Sc |
Sd |
Se |
Sf |
Sg |
Sh |
Si |
Sj |
Sk |
Sl |
Sm |
Sn |
So |
Sp |
Sq |
Sr |
Ss |
St |
Su |
Sv |
Sw |
Sy |
Sz
 
Sta |
Ste |
Sth |
Sti |
Stj |
Stl |
Sto |
Str |
Sts |
Stt |
Stu |
Stv |
Stw |
Sty
 
Stua |
Stub |
Stuc |
Stud |
Stue |
Stuf |
Stug |
Stuh |
Stui |
Stuj |
Stuk |
Stul |
Stum |
Stun |
Stup |
Stur |
Stus |
Stut |
Stuu |
Stuv |
Stuw |
Stux |
Stuy
Die Liste der Biografien führt alle Personen auf, die in der deutschsprachigen Wikipedia einen Artikel haben. Dieses ist eine Teilliste mit 149 Einträgen von Personen, deren Namen mit den Buchstaben „Stuc“ beginnt.

## Stuc

### Stucc
- Stucchi, Luigi (1941–2022), italienischer römisch-katholischer Geistlicher, Weihbischof in Mailand

### Stuch
- Stuch, Walter (* 1937), deutscher Badmintonspieler
- Stücheli, Werner (1916–1983), Schweizer Architekt
- Stuchlá, Karolína (* 1994), tschechische Tennisspielerin
- Stuchlik, Fritz (* 1966), österreichischer Fußballschiedsrichter
- Stuchlik, Marlis (* 1938), deutsche Politikerin (SPD), MdBB
- Stuchlík, Mojmír (1930–2016), tschechoslowakischer Skispringer
- Stuchlik, Rainer (1929–2006), deutscher Maler und Grafiker
- Stuchlik, Waltraud (* 1946), österreichische Politikerin, Landtagsabgeordnete von Oberösterreich
- Stuchs, Friedrich, Nürnberger Orgelbauer
- Stuchs, Georg (1460–1520), deutscher Buchdrucker
- Stuchs, Johann, deutscher Buchdrucker
- Stuchtey, Benedikt (* 1965), deutscher Historiker
- Stuchtey, Martin (* 1968), deutscher Geologe und Wirtschaftswissenschaftler
- Stuchtey, Sonja (* 1972), deutsche Kinderbuchautorin

### Stuck
- Stück, Burghard (1929–2008), deutscher Kinderarzt und Immunologe
- Stuck, Ernst (1893–1974), deutscher Zahnarztfunktionär
- Stuck, Ferdinand (* 1991), österreichischer Autorennfahrer
- Stuck, Franz von (1863–1928), deutscher Maler und Bildhauer
- Stuck, Hans (1900–1978), deutscher Autorennfahrer
- Stuck, Hans-Joachim (* 1951), deutscher AutomobilrennfahrerHans-Joachim Stuck (* 1951)

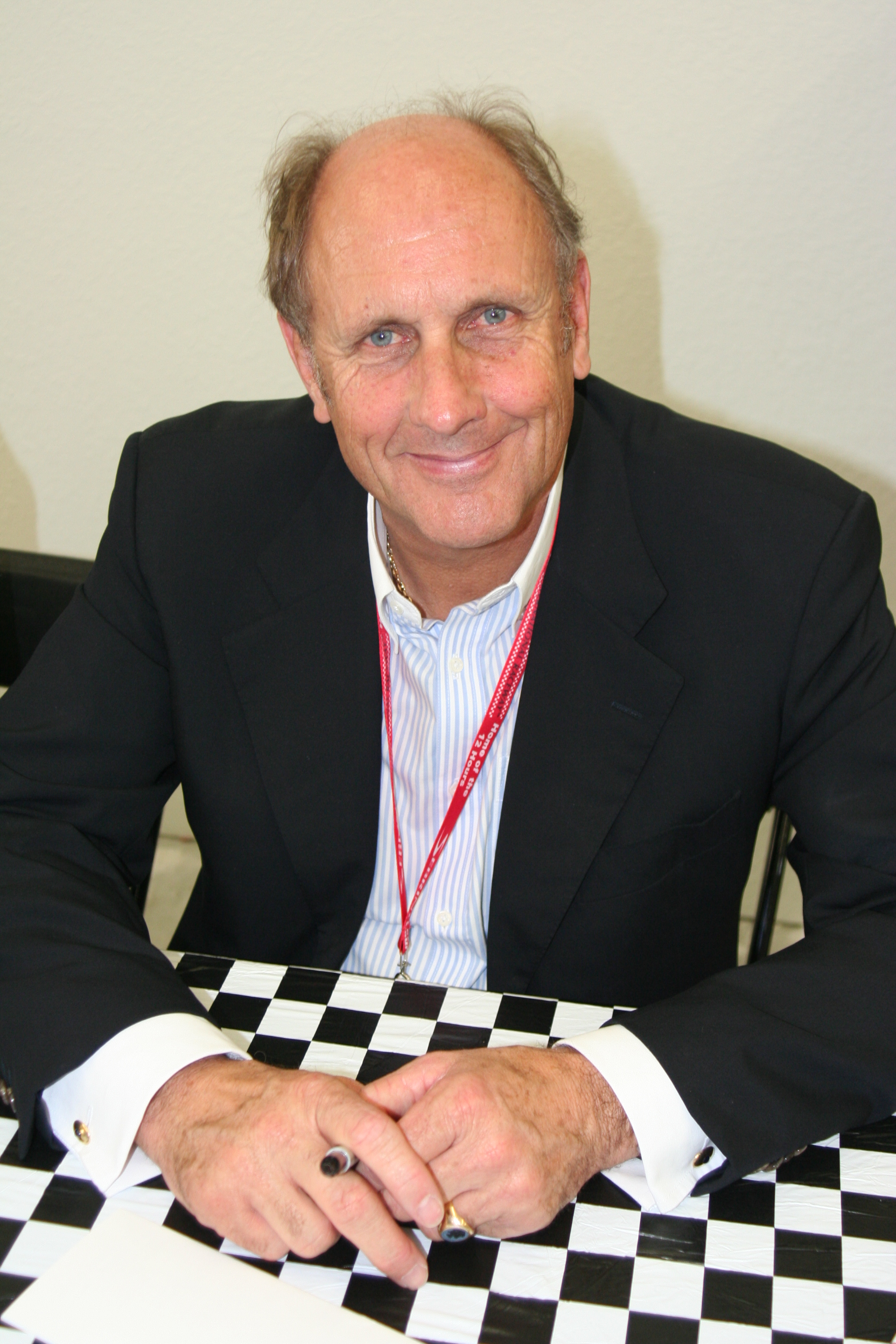
Hans-Joachim Stuck (* 1951)

- Stuck, Hudson (1863–1920), Geistlicher der Episkopalkirche, Forschungsreisender
- Stuck, Jean-Baptiste (1680–1755), französischer Cellist und Komponist
- Stuck, Johannes (* 1986), österreichischer Rennfahrer
- Stück, Michael (* 1964), deutscher Radsportler, DDR-Meister im Radsport
- Stück, Norbert (* 1952), deutscher Objektkünstler, konzeptioneller Gestalter und Szenograph für Tanz und Theater
- Stuck, Olivia (* 1999), US-amerikanische Schauspielerin
- Stucka, Lutz (* 1953), deutscher Autor und Heimathistoriker der Oberlausitz
- Stučka, Pēteris (1865–1932), lettischer Rechtsanwalt und Politiker
- Stuckart, Betty (* 1861), österreichisches Modell und eine Tierbändigerin
- Stuckart, Lothar (* 1944), deutscher Jazz- und Unterhaltungsmusiker
- Stuckart, Wilhelm (1902–1953), deutscher Jurist und Politiker (NSDAP), Staatssekretär im Reichsministerium des Innern
- Stucke, Angelika (* 1960), deutsche Belletristikautorin
- Stücke, Heinz (* 1940), deutscher RadfahrerHeinz Stücke (* 1940)

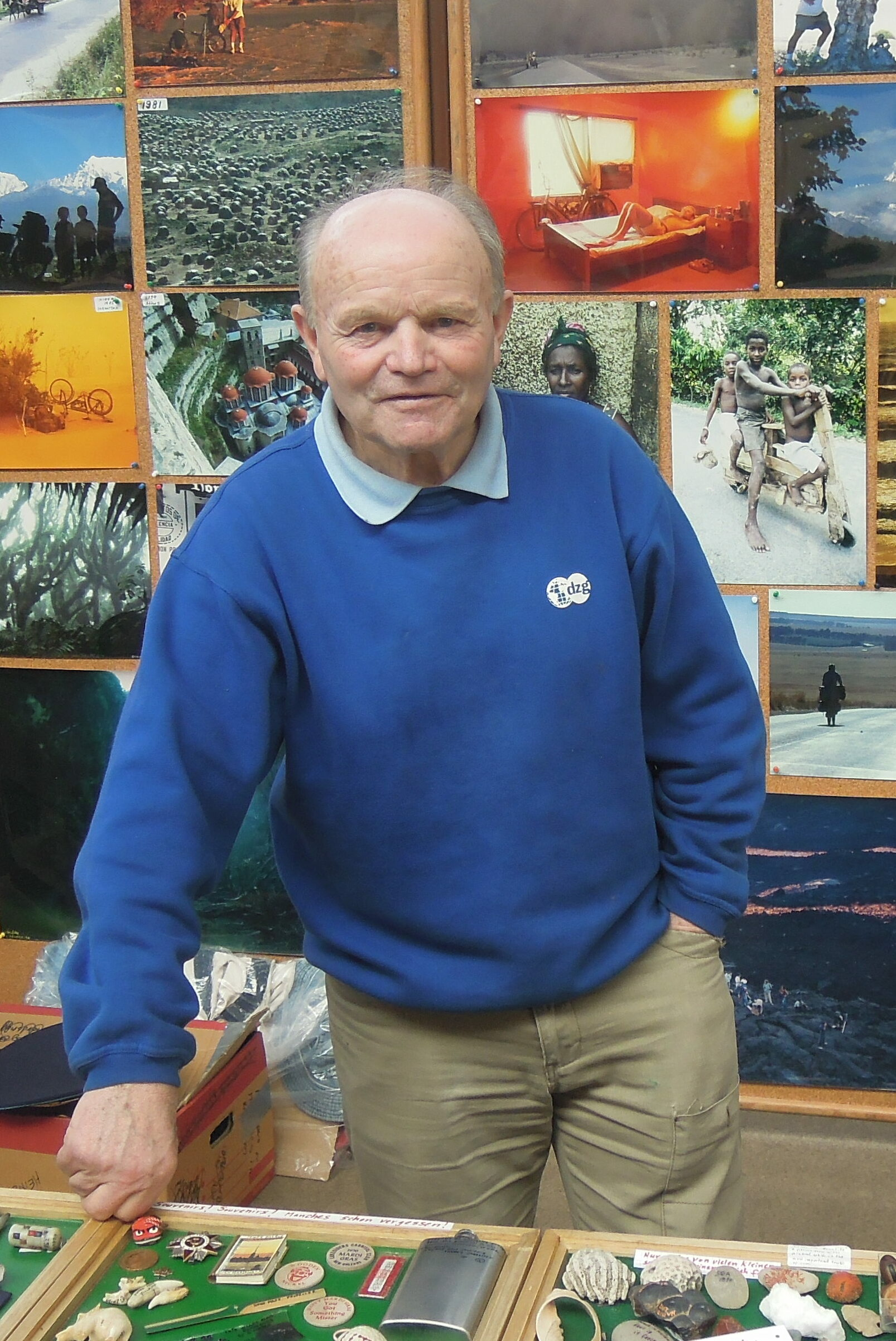
Heinz Stücke (* 1940)

- Stucke, Jenny (1897–1944), türkische Person; erste Studentin und Ausländerin an der Universität zu Köln
- Stücke, Jochen (* 1962), deutscher Maler, Grafiker und Hochschullehrer
- Stucke, Johann (1587–1653), deutscher Jurist und Politiker
- Stucke, Willy Maria (1909–1987), deutscher Maler, Graphiker und Illustrator
- Stuckel, Erich (1903–1962), deutscher Politiker (CDU), MdL
- Stückelberg, Ernst (1831–1903), Schweizer Maler
- Stückelberg, Ernst Alfred (1867–1926), Schweizer Historiker, Kunsthistoriker und Denkmalpfleger
- Stückelberg, Ernst Carl Gerlach (1905–1984), Schweizer Mathematiker und Physiker
- Stückelberger, Alfred (* 1935), Schweizer Altphilologe
- Stückelberger, Christine (* 1947), Schweizer Dressurreiterin
- Stückelberger, Christoph (* 1951), Schweizer reformierter Pfarrer, Professor für Systematische Theologie und Ethik und Gründer der Stiftung Globethics.net
- Stückelberger, Johannes (* 1958), Schweizer Kunsthistoriker
- Stückelschweiger, Sven (* 1977), deutscher Politiker (Piratenpartei)
- Stückemann, Flavio (* 1985), deutscher Basketballspieler
- Stucken, Eduard (1865–1936), deutscher Dramatiker, Lyriker und Autor
- Stucken, Maryn (* 1948), deutsche Bühnenautorin und Regisseurin
- Stucken, Otto (1896–1934), deutscher paramilitärischer Aktivist, Fememörder und SA-Führer
- Stucken, Rudolf (1891–1984), deutscher Wirtschaftswissenschaftler
- Stuckenberg, Alexander Antonowitsch (1844–1905), russischer Geologe, Paläontologe und Hochschullehrer
- Stuckenberg, Anton Iwanowitsch (1816–1887), russischer Verkehrsingenieur und Schriftsteller
- Stuckenberg, Carl-Friedrich (* 1964), deutscher Strafrechtswissenschaftler
- Stuckenberg, Fritz (1881–1944), deutscher expressionistischer Maler
- Stuckenberg, Jewgeni Antonowitsch (* 1859), russischer Verkehrsingenieur und Schriftsteller
- Stuckenberg, Johann Christian (1788–1856), russischer Geograph, Hydrograph und Autor
- Stuckenberg, Viggo (1863–1905), dänischer Dichter
- Stuckenbrock, Friedrich († 1809), deutscher Unternehmer und Kalkbrenner
- Stuckenbrock, Heinrich (1875–1923), Landtagsabgeordneter Waldeck
- Stuckenbrok, Eike von (* 1989), deutscher Artist, Tänzer und Regisseur
- Stuckenbruck, Loren T. (* 1960), deutscher Neutestamentler
- Stuckenbruck, Paul (1868–1947), deutscher Bildhauer
- Stuckenschmidt, Hans Heinz (1901–1988), deutscher Musikkritiker
- Stücker, Bianca (* 1976), deutsche Schriftstellerin
- Stucker, Ferdinand (1772–1824), deutscher Jurist und Offizier
- Stücker, Norbert (1882–1959), österreichischer Bibliothekar
- Stucker, Stephen (1947–1986), US-amerikanischer Schauspieler
- Stücker, Ulrich (* 1966), deutscher Kommunalbeamter und hauptamtlicher Bürgermeister
- Stuckert, Ernst-Wilhelm (1939–2024), deutscher Politiker (GAL), MdHB
- Stuckert, Ricardo (* 1970), brasilianischer Fotograf
- Stuckert, Rudolf (1912–2002), deutscher Maler und Galerist
- Stuckert-Schnorrenberg, Rose Marie (1926–2021), deutsche Malerin
- Stuckey, Benjamin, englisch-russischer Schiffbauer
- Stuckey, Henry († 1966), US-amerikanischer Bluesmusiker
- Stuckey, Kelby (* 1967), US-amerikanischer Basketballspieler
- Stuckey, Maurice (* 1990), deutscher Basketballspieler
- Stuckey, Rodney (* 1986), US-amerikanischer Basketballspieler
- Stuckey, Sophie (* 1991), britische Schauspielerin
- Stuckey, W. S. (* 1935), US-amerikanischer Politiker
- Stückgold, Grete (1895–1977), deutsch-englisch-amerikanische Opernsängerin (Sopran)
- Stückgold, Jacques (1877–1953), polnisch-deutsch-amerikanischer Sänger (Tenor) und Gesangslehrer
- Stückgold, Stanislaus (1868–1933), polnisch-deutsch-französischer Maler
- Stucki, Aida (1921–2011), Schweizer Geigerin und Pädagogin
- Stucki, Alfred (1925–2016), Schweizer Psychiater und Autor
- Stucki, Barbara (* 1988), Schweizer Politikerin (GLP) und Grossrätin im Kanton Bern
- Stucki, Béatrice (* 1960), Schweizer Politikerin (SP)
- Stucki, Carl (1889–1963), Schweizer Diplomat und Germanist
- Stucki, Christian (* 1985), Schweizer Schwinger, Sieger des Kilchberger Schwinget 2008
- Stucki, Daniel (* 1981), Schweizer FussballspielerDaniel Stucki (* 1981)

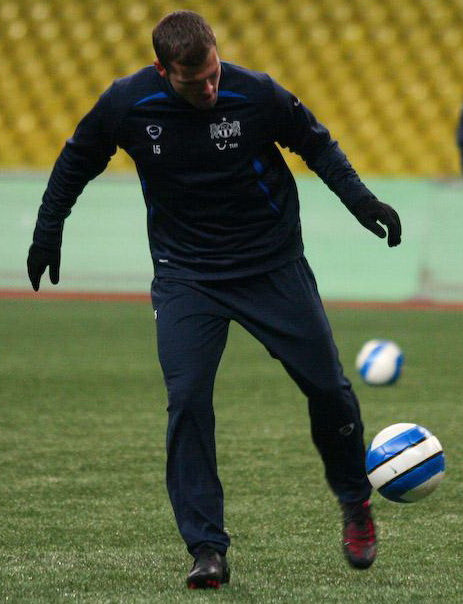
Daniel Stucki (* 1981)

- Stucki, Fridolin (1913–1996), Schweizer Politiker (DP/SVP)
- Stucki, Hans (1929–1998), Schweizer Koch
- Stucki, Helene (1889–1988), Schweizer Pädagogin und Frauenrechtlerin
- Stucki, Itha († 1442), Opfer der Hexenverfolgung im Kanton Freiburg
- Stucki, Jakob (1924–2006), Schweizer Politiker (BGB/SVP)
- Stucki, Johann Rudolf (1596–1660), Schweizer evangelischer Geistlicher und Hochschullehrer
- Stucki, Johann Wilhelm (1542–1607), Schweizer evangelischer Theologe, Philöologe und Hochschullehrer
- Stucki, Marcel (* 1982), Schweizer Stuntman, Stuntkoordinator, Produzent, Unternehmer und Speaker
- Stucki, Marcel (* 1993), Schweizer Unihockeyspieler
- Stucki, Peter († 1442), Opfer der Hexenverfolgung
- Stucki, Ramona (* 1982), deutsche Volleyballspielerin
- Stucki, Simon (* 1984), Schweizer Unihockeyspieler und -trainer
- Stucki, Walter (1888–1963), Schweizer Politiker (FDP)
- Stückl, Christian (* 1961), deutscher Intendant und Regisseur
- Stückle, Ulrich (* 1939), deutscher Politiker (CDU)
- Stücklen, Daniel (1869–1945), deutscher Politiker (SPD), MdR
- Stücklen, Georg (1875–1956), deutscher Politiker (CSU), MdL Bayern und Bürgermeister
- Stücklen, Georg (1890–1974), deutscher Politiker (SPD), MdA
- Stücklen, Heinz (1921–2007), deutscher Arzt und Berliner Kommunalpolitiker (SPD), MdA
- Stücklen, Hildegard (1891–1963), deutschamerikanische Physikerin
- Stücklen, Richard (1916–2002), deutscher Politiker (CSU), MdB, Bundestagspräsident (1979–1983)Richard Stücklen (1916–2002)

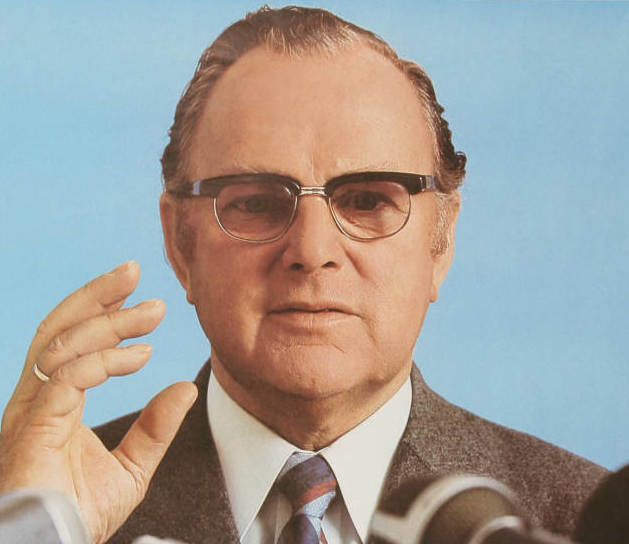
Richard Stücklen (1916–2002)

- Stückler, Christoph (* 1980), österreichischer Fußballspieler und -funktionär
- Stückler, Samuel (* 2001), österreichischer Fußballspieler
- Stückler, Stephan (* 1985), österreichischer Fußballspieler
- Stücklschwaiger, Manfred (* 1965), deutscher Schauspieler und derzeitiger Yogalehrer
- Stuckmann, Dominik (* 1992), deutscher Fernsehdarsteller
- Stuckmann, Heinz D. (1922–2011), deutscher Journalist, Autor und IM des MfS
- Stuckmann, Horst (1935–2008), deutscher evangelischer Pfarrer, Verbandsfunktionär und Friedensaktivist
- Stuckmann, Michael (* 1979), deutscher Fußballspieler
- Stuckmann, Stefan (* 1982), deutscher Autor
- Stuckmann, Thorsten (* 1981), deutscher Fußballtorhüter
- Stückmann, Werner (1936–2017), deutscher Opernsänger (Bass)
- Stuckrad, Alexander von (1814–1895), preußischer Generalleutnant
- Stuckrad, Georg von (1783–1876), Landrat des Kreises Beckum (1827–1828)
- Stuckrad, Kocku von (* 1966), deutscher Religionswissenschaftler
- Stuckrad, Leopold von (1780–1854), preußischer Generalleutnant und Kommandant der Festung Pillau
- Stuckrad, Leopold von (1808–1885), preußischer Generalleutnant
- Stuckrad, Martha von (1854–1942), deutsche Porträtmalerin und Genremalerin
- Stuckrad, Otto von (1803–1888), preußischer Generalmajor
- Stuckrad-Barre, Benjamin von (* 1975), deutscher Schriftsteller, Journalist und ModeratorBenjamin von Stuckrad-Barre (* 1975)

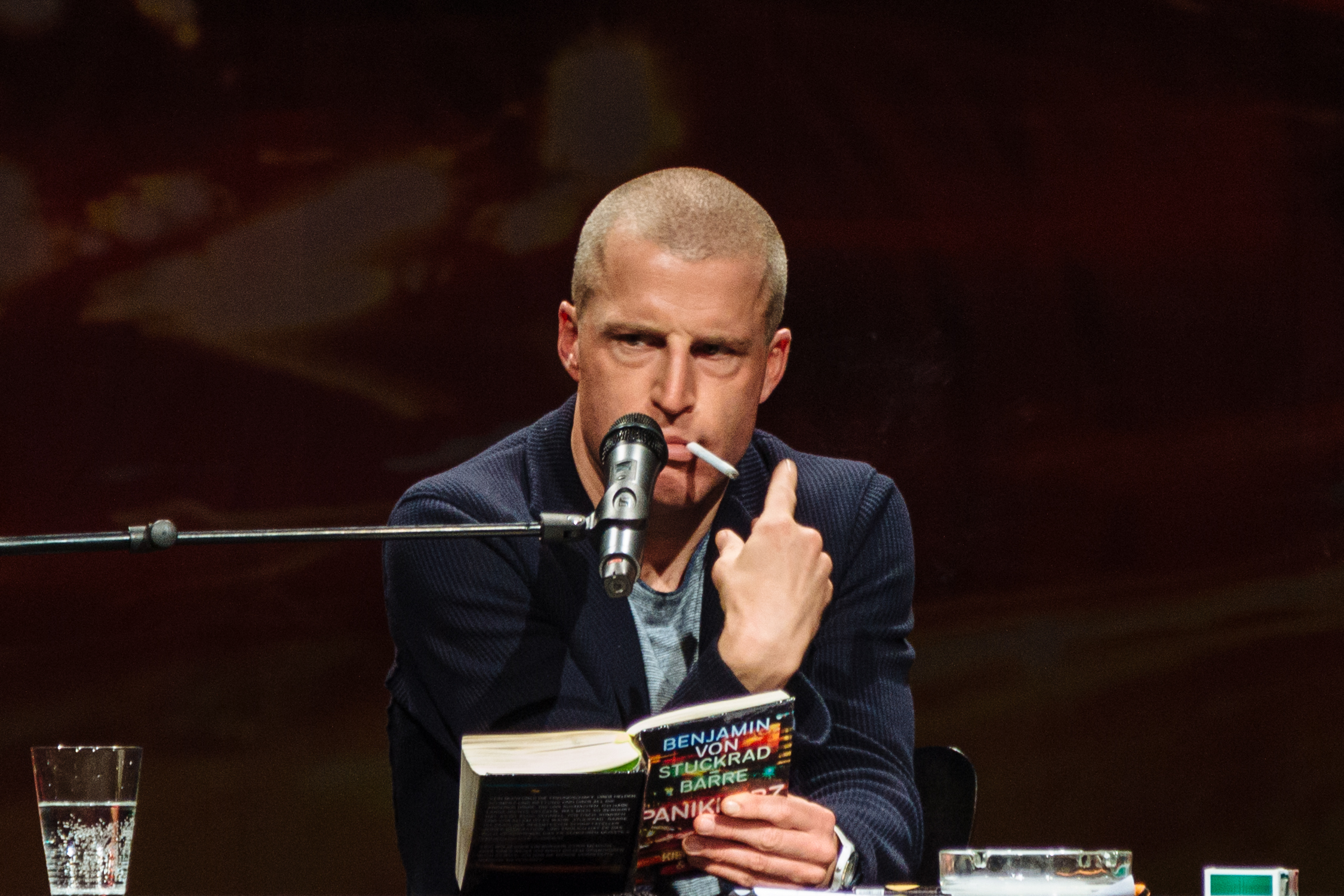
Benjamin von Stuckrad-Barre (* 1975)

- Stückradt, Michael (* 1955), deutscher Politiker (FDP), Staatssekretär in Nordrhein-Westfalen, Kanzler Universität zu Köln
- Stückrath, Fritz (1902–1974), deutscher Erziehungswissenschaftler und Psychologe
- Stückrath, Konrad (1884–1952), Bürgermeister, Mitglied des Provinziallandtages der Provinz Hessen-Nassau
- Stückrath, Lutz (1938–2020), deutscher Schauspieler, Kabarettist und AutorLutz Stückrath (1938–2020)

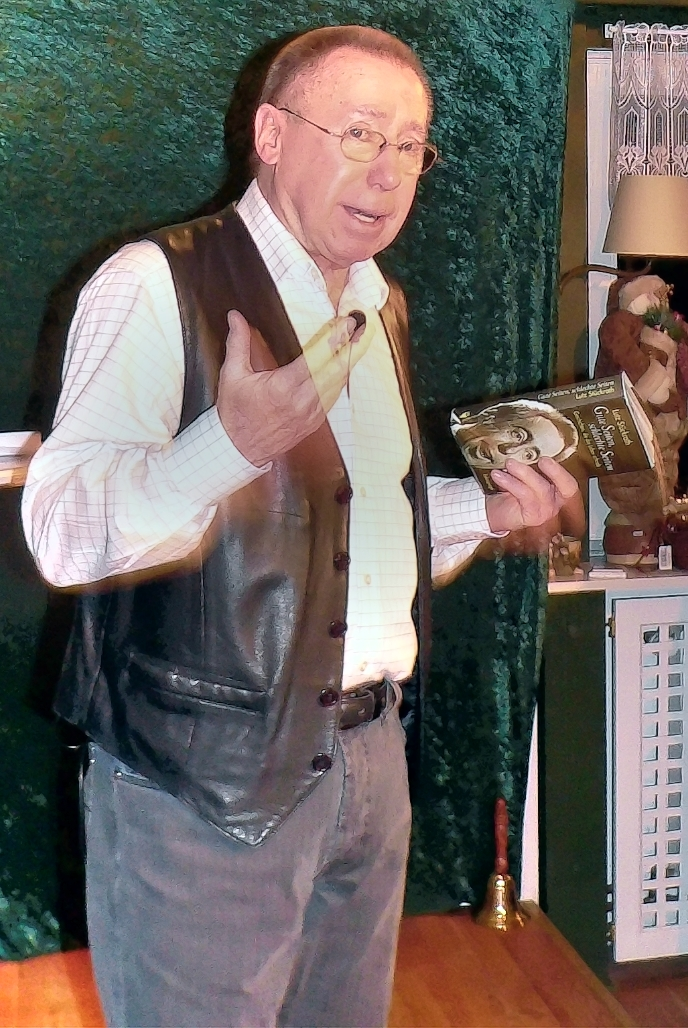
Lutz Stückrath (1938–2020)

- Stückrath, Otto (1885–1968), deutscher Lehrer und Volkskundler
- Stucky, Alfred (1892–1969), Schweizer Bauingenieur
- Stucky, Bettina (* 1969), Schweizer Schauspielerin
- Stucky, Erika (* 1962), US-amerikanisch-schweizerische Jazz-Sängerin, Musikerin, Performerin und Akkordeonistin
- Stucky, Fritz (1929–2014), Schweizer Architekt
- Stucky, Galen (* 1936), US-amerikanischer Materialwissenschaftler
- Stucky, Georg (1930–2020), Schweizer Politiker (FDP)
- Stucky, Gian Carlo (1881–1941), Schweizer Unternehmer
- Stucky, Giovanni (1843–1910), Schweizer Unternehmer
- Stucky, Harley J. (1920–2005), US-amerikanischer Historiker
- Stucky, Mark (* 1959), US-amerikanischer Testpilot, Mitglied des Pilotenteams von SpaceShipOne
- Stucky, Rolf A. (* 1942), Schweizer Klassischer Archäologe
- Stucky, Steven (1949–2016), US-amerikanischer Komponist und Hochschullehrer
- Stuckytė, Eglė (* 1991), litauische Tischtennisspielerin